# Đuôi cụt sọc Java
Đuôi cụt sọc Java (tên khoa học: Hydrornis guajanus) là một loài chim trong họ Pittidae. Loài này có ở đảo Java. Trước đây nó gộp cả đuôi cụt sọc Malaya và đuôi cụt sọc Borneo. Loài này đã suy giảm hơn 30% số cá thể trong vòng 10 năm qua Theo ước tính còn ít hơn 10 000 cá thể trưởng thành; số lượng cá thể trưởng thành có thể giảm hơn 10% trong vòng 5 hay 3 thế hệ thuộc loài này.

## Mô tả
Loài này có thân khá nhỏ, có sọc vàng quanh thân và bụng. Loài này có 1 phần lông xanh ở cổ và lông đen ở mặt cùng với cái mỏ màu đen. Kích thước khá nhỏ bé.

## Bị đe dọa
Loài này bị đe dọa do mất môi trường sống và buôn bán làm chim cảnh. Loài này cũng bị đe dọa do các loài các loài ăn thịt.

## Hành động bảo tồn
(Chưa có hành động bảo tồn cụ thể nào được ghi nhận.)

## Hình ảnh

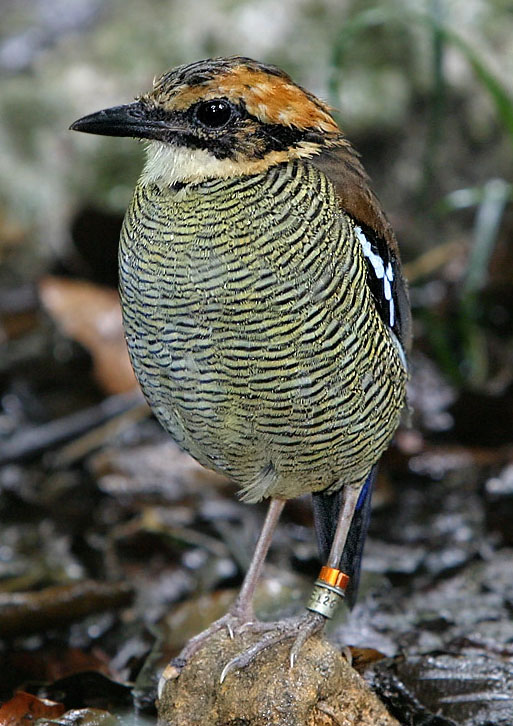
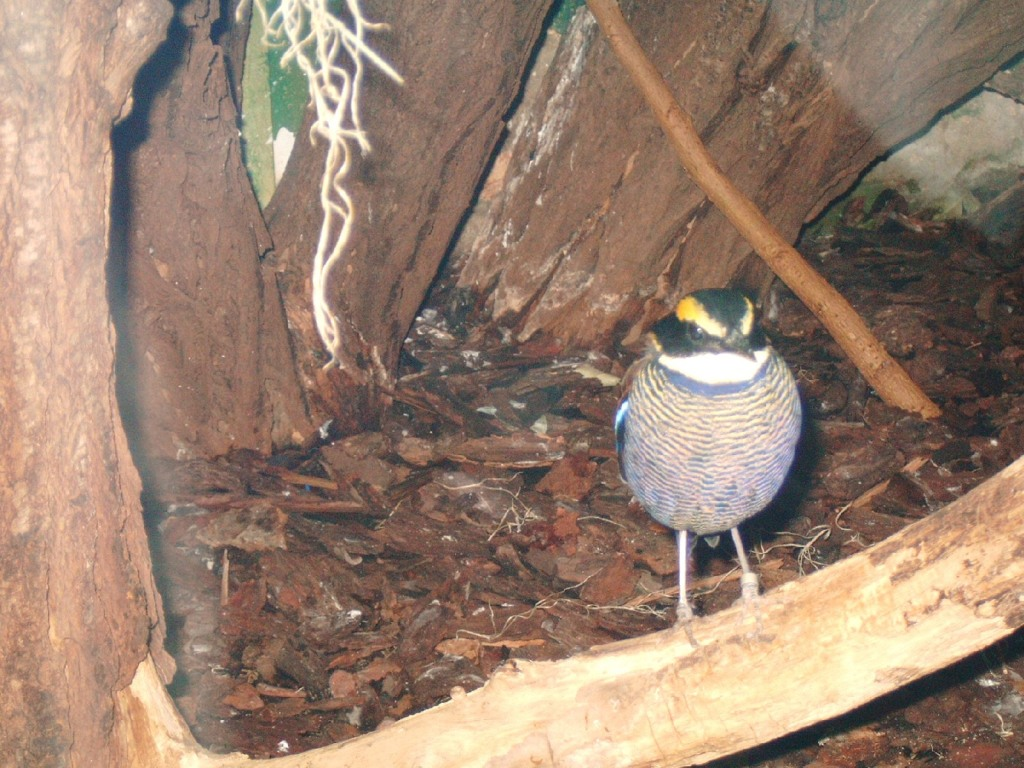